# Denmark (Kansas)
Denmark ist eine Streusiedlung im Tal des Trail Creek, einem linken Zufluss des Saline River im US-Bundesstaat Kansas.

## Geschichte
Infolge des Preußisch-Dänischen Krieges von 1864 wurden sowohl die vorher dänisch beherrschten deutschsprachigen Bereiche des heutigen deutschen Bundeslandes Schleswig-Holstein als auch weite dänischsprachige Bereiche des nördlich anschließenden jütländischen Dänemarks dem expandierenden Königreich Preußen einverleibt.
Der drohende Zwang zum Militärdienst in der preußischen Armee veranlasste in den folgenden Jahren viele Angehörige beider Volksgruppen zur oft gemeinsamen Auswanderung in die USA, besonders in den Mittleren Westen, wo sich gerade neue Staaten wie Kansas bildeten.
Im Bereich Denmark begannen unter anderen die namensgebenden dänisch-stämmigen Familien Lauritzen und Petersen zu siedeln und in der Nähe die deutsch-stämmigen Wiechell und Meigherhoff. Die meisten fielen nach kurzer Zeit indianischen Raubzügen zum Opfer, die wiederum Vergeltungsschläge seitens der US-Armee auslösten. Während des Kampfes von Summit Springs gegen ein Cheyenne-Indianercamp wurde hierbei als einzige gefangene Überlebende eine Maria Wiechell gerettet, die zur Ikone der Siedlungsbewegung in den Pionierzeiten für Kansas, Oklahoma und Nebraska wurde.

## Kirche
1991 wurde die dänische evangelikale lutherische Kirche in das National Register of Historic Places aufgenommen. Das Gebäude wurde 1880 fertiggestellt und der Turm 1901 angebaut. 1970 wurden Tür und Fenster ersetzt. Das Gebäude steht an der Kreuzung zu Grant Township.